# コンコルディア (曲)
『コンコルディア』は、2007年5月23日に発売されたkukuiの4枚目のシングル。販売元はジェネオンエンタテインメント。規格番号：LHCM-1034

## 収録曲
1. コンコルディア
作詞：霜月はるか、作曲・編曲：myu
テレビアニメ『神曲奏界ポリフォニカ』エンディングテーマ
2. 二重奏
作詞：霜月はるか、作曲・編曲：myu
3. コンコルディア（off vocal）
4. 二重奏（off vocal）